# Bela Rada, Vidin
Bela Rada (în bulgară Бела Рада) este un sat în comuna Vidin, regiunea Vidin,  Bulgaria. 

## Demografie
Componența etnică a satului Bela Rada
     Bulgari (97,77%)
     Nicio identificare (2,22%)
     Altele (0%)
La recensământul din 2011, populația satului Bela Rada era de 585 locuitori. Din punct de vedere etnic, majoritatea locuitorilor (97,77%) erau bulgari. Pentru 2,22% din locuitori nu este cunoscută apartenența etnică.